# Gudełki (rejon wileński)
Gudełki (lit. Gudeliai) – wieś na Litwie, w okręgu wileńskim, w rejonie wileńskim, w gminie Pogiry, nad jeziorem Ilkuć (Ligońskim) i przy drodze magistralnej A4.

## Historia
Pod zaborami i w II Rzeczypospolitej wieś i folwark. W XIX i w początkach XX w. położone były w Rosji, w guberni wileńskiej, w powiecie trockim, w gminie Międzyrzecz. Po I wojnie światowej pod administracją polską, w Zarządzie Cywilnym Ziem Wschodnich. W latach 1920–1922 w składzie Litwy Środkowej.
Od 11 kwietnia 1922 leżały w Polsce, w województwie wileńskim, w powiecie wileńsko-trockim, do 1 kwietnia 1927 w gminie Landwarowo, następnie w gminie Rudziszki. W 1931 miejscowość liczyła:
- wieś – 79 mieszkańców, zamieszkałych w 14 budynkach,
- folwark – 22 mieszkańców, zamieszkałych w 3 budynkach[3].

Po II wojnie światowej w granicach Związku Sowieckiego. Od 1991 na niepodległej Litwie.